# Estação Capão Redondo
A Estação Capão Redondo é uma estação de metrô da cidade de São Paulo, atendida pela Linha 5–Lilás, operada pela ViaMobilidade. Ela é atualmente terminal da linha no sentido oeste, mas há planos de estender a linha rumo ao bairro de Jardim Ângela.
Foi inaugurada em 20 de outubro de 2002, junto às estações que compreendem o trecho até a Estação Largo Treze, em Santo Amaro. Está localizada no distrito do Capão Redondo, na esquina da Avenida Carlos Caldeira Filho com a Estrada de Itapecerica. Possui integração gratuita com um terminal de ônibus da EMTU, que atende as cidades adjacentes à região.

## História
O primeiro projeto para a estação Capão Redondo surgiu no início dos anos 1990. Nessa época a Fepasa estava desenvolvendo o projeto da Linha Campo Limpo, sendo que Capão Redondo era o terminal proposto para essa. Por conta da situação financeira da Fepasa ser delicada, o projeto foi transferido para a Companhia do Metropolitano. Em 1994 o arquiteto Luiz Carlos Esteves entrega o projeto das estações da Linha 5-Lilás, incluindo o de Capão Redondo.
As obras da estação e do Pátio Capão Redondo foram iniciadas em março de 1998, sendo concluídas em outubro de 2002. Estes trabalhos, tal qual a primeira fase da linha (Capão Redondo - Largo Treze), foram realizados pela CPTM.

## Toponímia
O estudo toponímico contratado para nomear as estações da Linha 5 chegou a quatro sugestões de nome para a estação:
- Morro do S: por conta do morro e do córrego homônimos ali existentes;
- Santo Dias: nome de um parque próximo à estação, batizado em honra do operário e sindicalista Santo Dias da Silva;
- Capão Redondo: nome do distrito onde fica localizada a estação;
- Vista Linda: denominação sugerida por um morador anônimo durante as pesquisas do estudo toponímico.

Naquele momento o distrito do Capão Redondo era conhecido por ser o mais violento da cidade de São Paulo. Mesmo assim, a população do distrito foi consultada pela CPTM e escolheu Capão Redondo como nome da estação, com 48% dos votos, seguida por Morro do S (23%), Vista Linda (20%) e Santo Dias (9%). A escolha foi justificada como forma de mudar a imagem de lugar violento e esquecido do distrito.
Capão é um termo originado na língua tupi. Segundo o lexicógrafo Eduardo Navarro, significa:
- "ilha de mata", através da aglutinação dos termos ka'a ("mata") e 'ypa'ũ ("ilha").[5]

Já o lexicógrafo Aurélio Buarque de Holanda, durante suas pesquisas para a criação do Dicionário Aurélio, apurou o seguinte significado:
- "mata redonda", através da composição dos termos ka'a ("mata") e pu'ã ("redondo").[6]

## Pátio Capão Redondo
Ao sul da estação foi construído o Pátio Capão Redondo. Em uma área de 75 mil metros quadrados foram construídas vias de estacionamento com capacidade para oito trens, seis blocos de apoio para as atividades de manutenção além do Centro de Controle Operacional da Linha 5:
| Bloco | Tipo                            |
| ----- | ------------------------------- |
| A     | Oficinas de manutenção de trens |
| D     | Oficinas eletromecânica         |
| E     | Almoxarifado                    |
| G     | Torno rodeiro                   |
| H     | Oficina de veículos auxiliares  |
| K     | Lavagem mecanizada de trens     |

## Informações gerais

### Acessos
- Entrada principal na Avenida Carlos Caldeira Filho, 4261
- Acesso pelo terminal metropolitano da EMTU.

### Arquitetura
Com projeto básico feito pela empresa Harza-Hidrobrasileira e elaborada pelo arquiteto Luiz Carlos Esteves, a estação possui uma estrutura em concreto aparente, com pilares de seção circular, e plataformas formadas por estruturas de aço de 34 metros. Seu hall de distribuição e suas salas operacionais se encontra no nível térreo, que dá acesso ao Terminal de Ônibus Urbano operado pela EMTU.
A área construída dessa estação, incluído o terminal, é de 5.998m².

### Características
Estação elevada, com hall de distribuição no nível térreo, estrutura em concreto aparente, plataformas laterais em estrutura mista de concreto e metálica, com cobertura de estrutura metálica oval e telhas de alumínio tipo sanduíche.
Com circulação vertical, a estação possui 6 escadas rolantes, 2 escadas fixas e 2 elevadores. Toda a estação possui acessibilidade para pessoas com deficiência e mobilidade reduzida. Capacidade de até 22.038 passageiros/hora/pico (no horizonte 2010).
| Equipamento      | Quantidade |
| ---------------- | ---------- |
| Escadas fixas    | 2          |
| Escadas Rolantes | 6          |
| Bloqueios        | 18         |
| Bilheterias      | 1          |
| Guichês          | 4          |
| Elevadores       | 2          |

## Terminal Metropolitano
Esta estação possui integração gratuita com um terminal metropolitano de 8000 metros quadrados pertencente a EMTU, com linhas que atendem os municípios de Embu das Artes, Embu-Guaçu e Itapecerica da Serra.